# Zamba, der Schrecken des Urwaldes
Zamba, der Schrecken des Urwaldes ist ein US-amerikanischer Abenteuerfilm aus dem Jahr 1949 von William Berke mit Jon Hall und June Vincent in den Hauptrollen. Der Film wurde von Fortune Film produziert und basiert auf der Erzählung The Girl and the Gorilla von Maurice Conn.

## Handlung
Jenny Duncan ist mit ihrem Sohn Tommy per Flugzeug auf dem Weg zu ihrer Schwester Carol in Afrika. Über dem Dschungel setzt die Maschine des Fliegers aus. Jenny und Tommy sind gezwungen, mit dem Fallschirm abzuspringen. Jenny bleibt in einem Baum hängen. Am Boden treiben sich hungrige Löwen herum, die vom Explosionsknall des Flugzeugs verscheucht werden. Tommy seinerseits wird von dem Gorilla Zamba gefunden.
Steve O’Malley macht Jagd auf Großkatzen. Ein eingeborener Junge erzählt ihm von zwei Fallschirmen, die zu Boden glitten. Steve hört Frauenschreie und sieht, wie Jenny von einem Leoparden angegriffen wird. Er kann die Raubkatze rechtzeitig erschießen. Jenny bricht zusammen, Steve und sein Diener Keega bringen sie nach Yamputo. In der Zwischenzeit hat Carol von dem Flugzeugabsturz erfahren und eilt mit ihrem Freund Marvin nach Yamputo. 
Tage später finden Eingeborene Tommys Fallschirm und Gorillaspuren. Tommy leidet an Gedächtnisschwund und wandert mit Zamba durch den Dschungel. Er findet ein paar Löwenkinder und streichelt sie. Als die Löwenmutter kommt und Tommy angreifen will, wird sie von Zamba verjagt. Steve hat derweil Tommys Spur aufgenommen, der vor Angst davonläuft und zufällig in Steves Lager stolpert. Tommy schreit nach Zamba, der das Lager angreift und Tommy mit sich nimmt.
Tommy und Zamba erreichen das Ufer eines Flusses. Dort erblickt Tommy Jenny und Carol. Als die Frauen ihn sehen, rennt er weg. Sie folgen Tommy, der sich auf einen Felsen geflüchtet hat. Er verliert die Balance und fällt hinunter. Durch den Schlag auf den Kopf erhält er seine Erinnerung wieder. Zamba ist auf der Suche nach Tommy. Als er den Felsen erreicht, ergreift er Jenny. Tommy schlägt ihn mit einem Ast und befiehlt ihm, in den Dschungel zurückzugehen. Er umarmt Jenny und Carol.

## Produktion
Gedreht wurde der Film von Mitte September bis Anfang Oktober 1948 in den Nassour-Studios in Hollywood.

## Veröffentlichung
Die Premiere des Films fand im September 1949 statt. In der Bundesrepublik Deutschland kam er am 11. Dezember 1951 in die Kinos.

## Kritiken
Das Lexikon des internationalen Films schrieb: „Primitive Dschungelabenteuer mit allerlei Getier.“
Der Kritiker des TV Guide sah einen unbedeutenden, armselig gemachten Abenteuerfilm mit vielen Archivaufnahmen, unglaublich kitschigen Dialogen und Ray Corrigan in einem billigen Gorillakostüm.